# Sekiwake
Sekiwake (japanisch 関脇) heißt der dritthöchste Rang im Sumō, der höhere der beiden unteren Sanyaku-Ränge. 
Es ist der höchste Rang im Sumō, den man durch einfaches Kachi-koshi (mehr Siege als Niederlagen in einem Turnier) erreichen kann. Die weitere Beförderung zum Ōzeki ist an besondere Bedingungen geknüpft (siehe dort). Gleichzeitig ist der Sekiwake auch der letzte Rang, der durch bloßes Make-koshi verloren gehen kann. Der Inhaber wird in diesem Fall zum Komusubi oder gar Maegashira zurückgestuft. Es gibt immer mindestens zwei Sekiwake, in Ausnahmefällen auch drei oder vier.
Drei oder vier Sekiwakeränge werden z. B. dann vergeben, wenn einerseits die aktuellen Sekiwake durch Kachi-kochi ihre Ränge behalten und andererseits ein Komusubi mindestens 11 Siege erreicht.